# 阿杰尔高原
阿杰尔的塔西利即阿杰尔高原（意为「有河流過的高原」，阿拉伯语：‎），是撒哈拉沙漠边缘的一处高原，位于阿尔及利亚与利比亚和尼日尔的交界处，是联合国教科文组织评定的世界遗产，以其地质构成形态与史前岩洞艺术群闻名。阿杰尔高原国家公园即位于此。阿杰尔高原西起 26°20′N 5°00′E / 26.333°N 5.000°E ，东南直至24°00′N 10°00′E / 24.000°N 10.000°E，面积约72000平方千米。最高点位于阿法奥山(Adrar Afao)， 高约2158米（25°10′N 8°11′E / 25.167°N 8.183°E）。

## 史前文化
阿杰尔高原也以其史前岩画等遗迹而著称。在新石器时代，当地气候比现今湿润，地表被稀树草原覆盖而非沙漠。创作于约9000-10000年前的岩画中，描绘了大型野生动物，如鳄鱼、牛群等；也描绘了当时人类的狩猎、舞蹈等活动。
而最早的岩画可追溯到15000年前。

## 地质学
阿杰尔高原主要由砂岩组成。由于侵蚀作用，该地区已形成近300个天然石拱门，还形成了许多壮观的地貌。

## 生态
由于海拔较高，砂岩也有保水作用，该地区植被较多于周围的沙漠地区。

直到20世纪，西非鳄(West African crocodile)的孑遗种群仍能在在阿杰尔高原找到。

## 圖片

岩石壁画, 阿杰尔高原中的Saharan Cypress與Landscapes
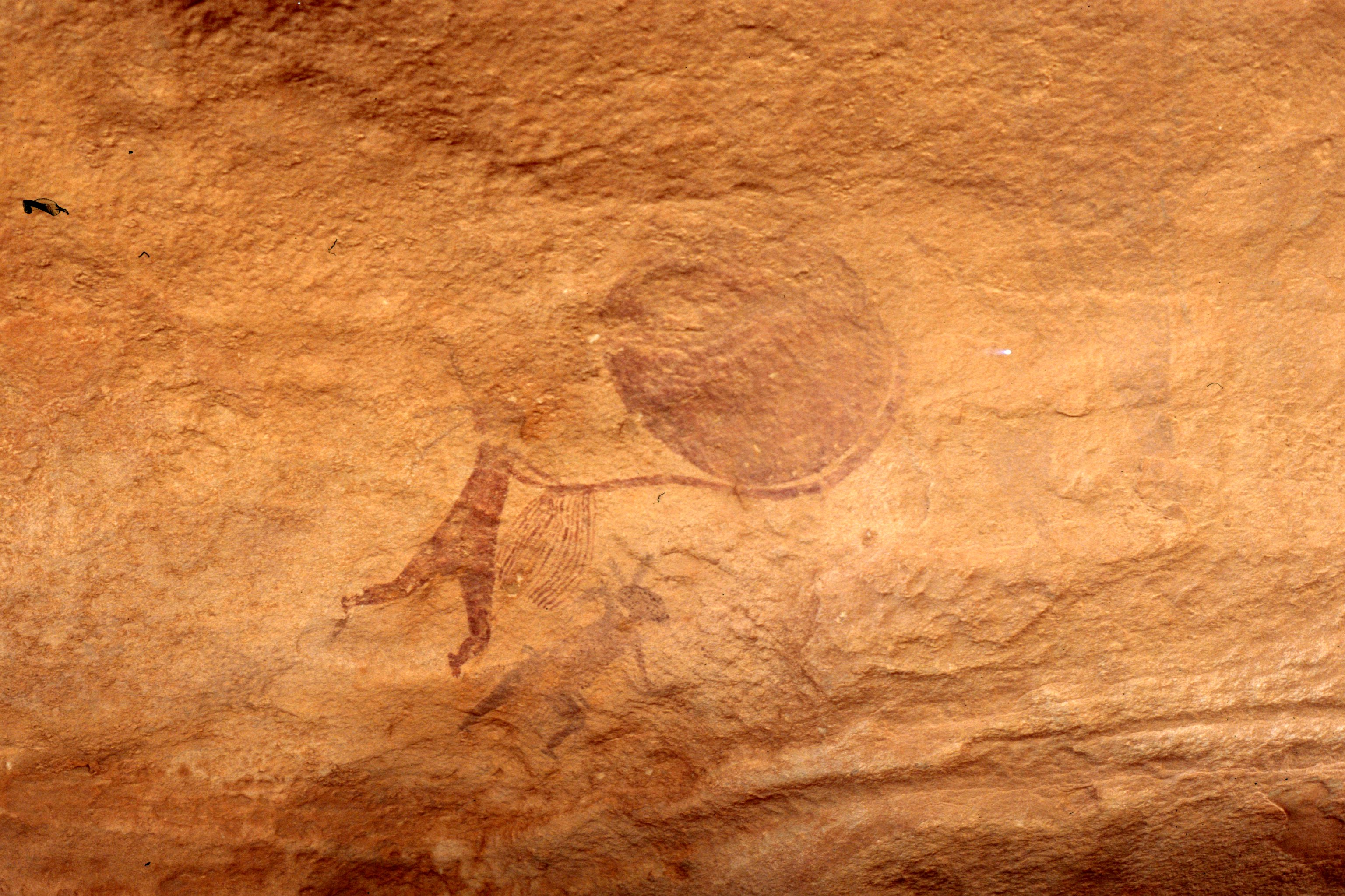
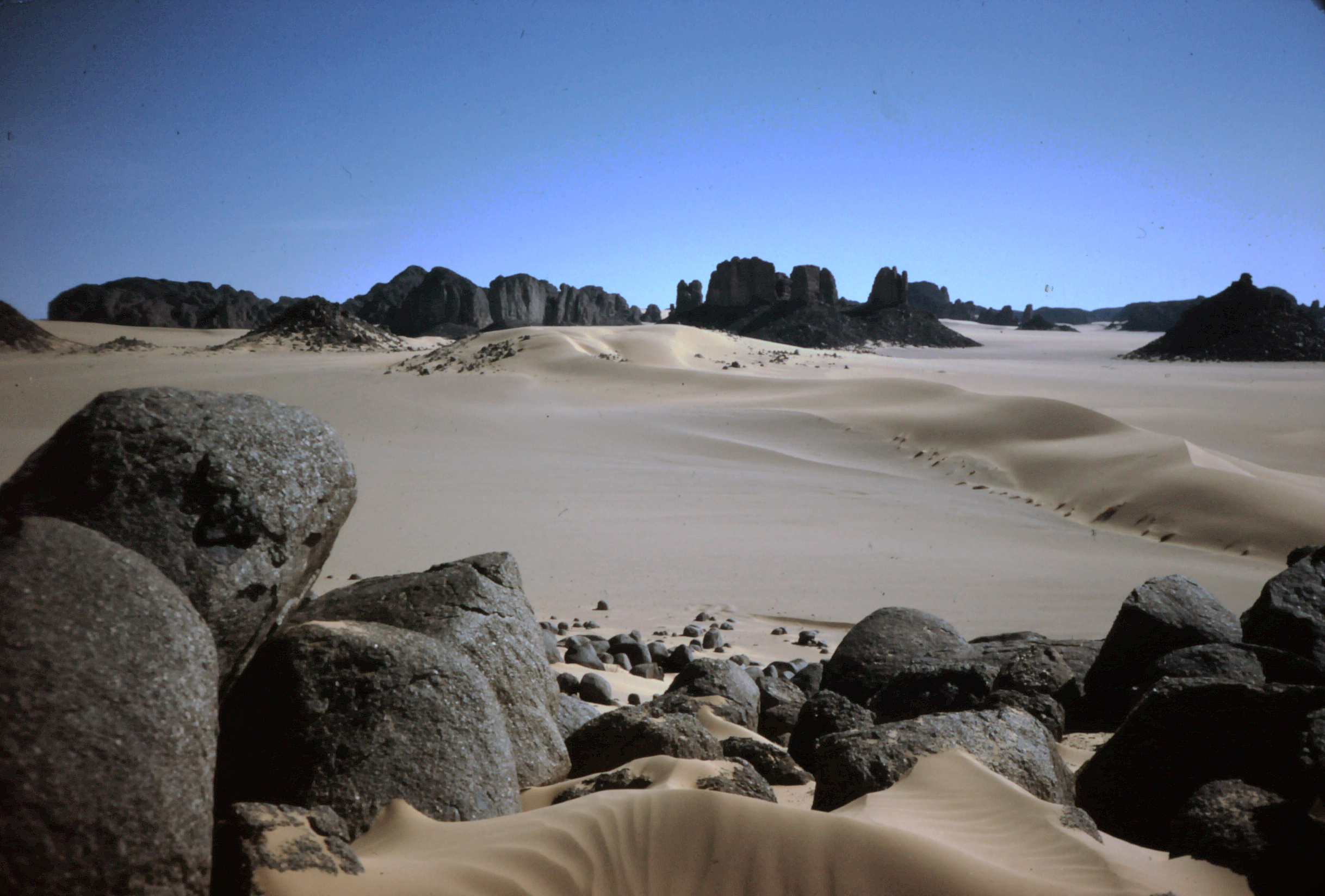
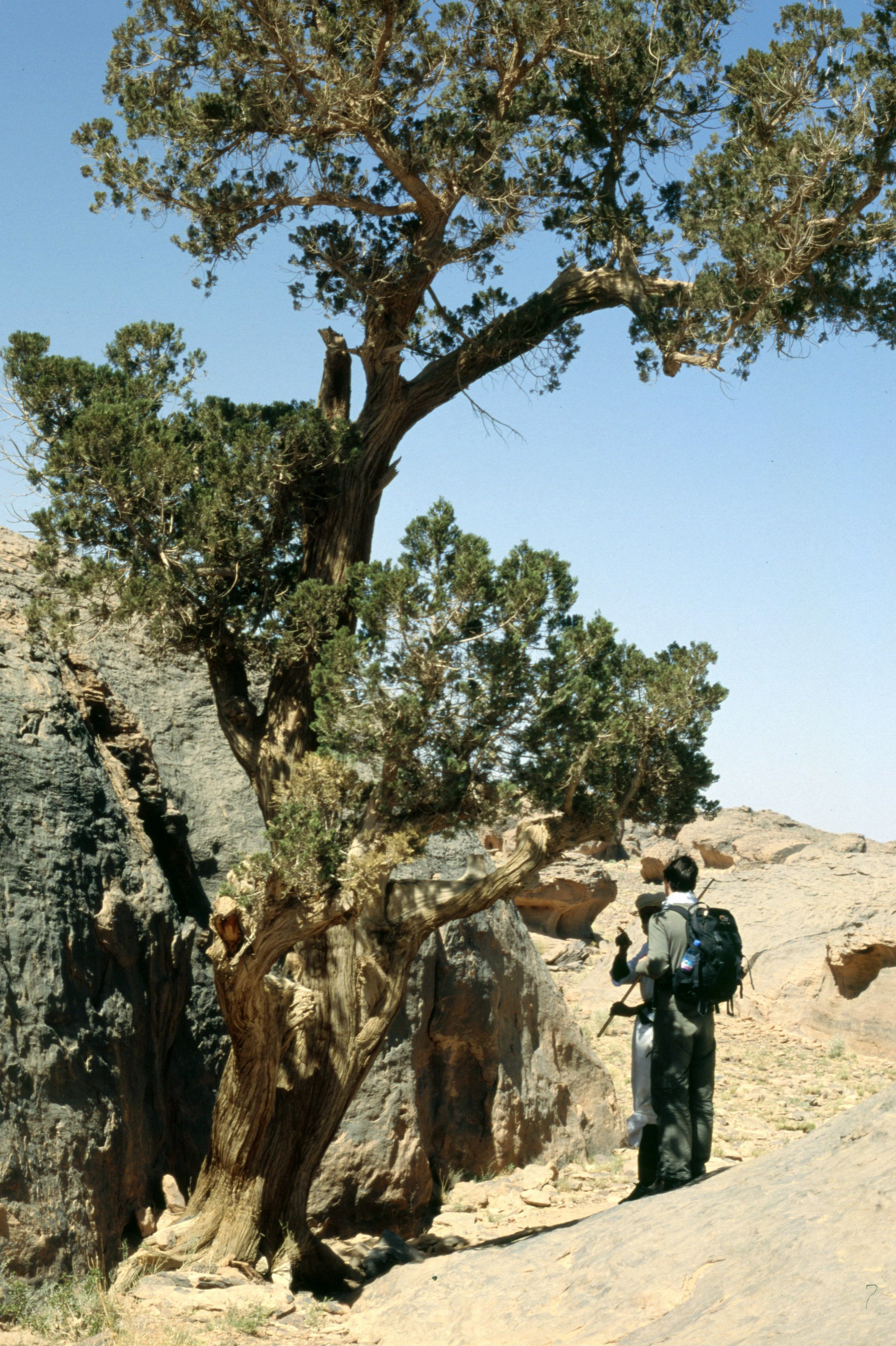
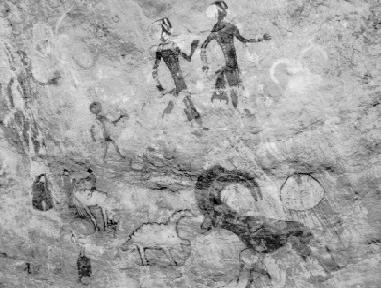
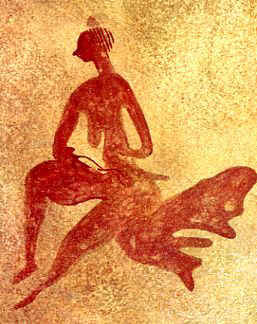
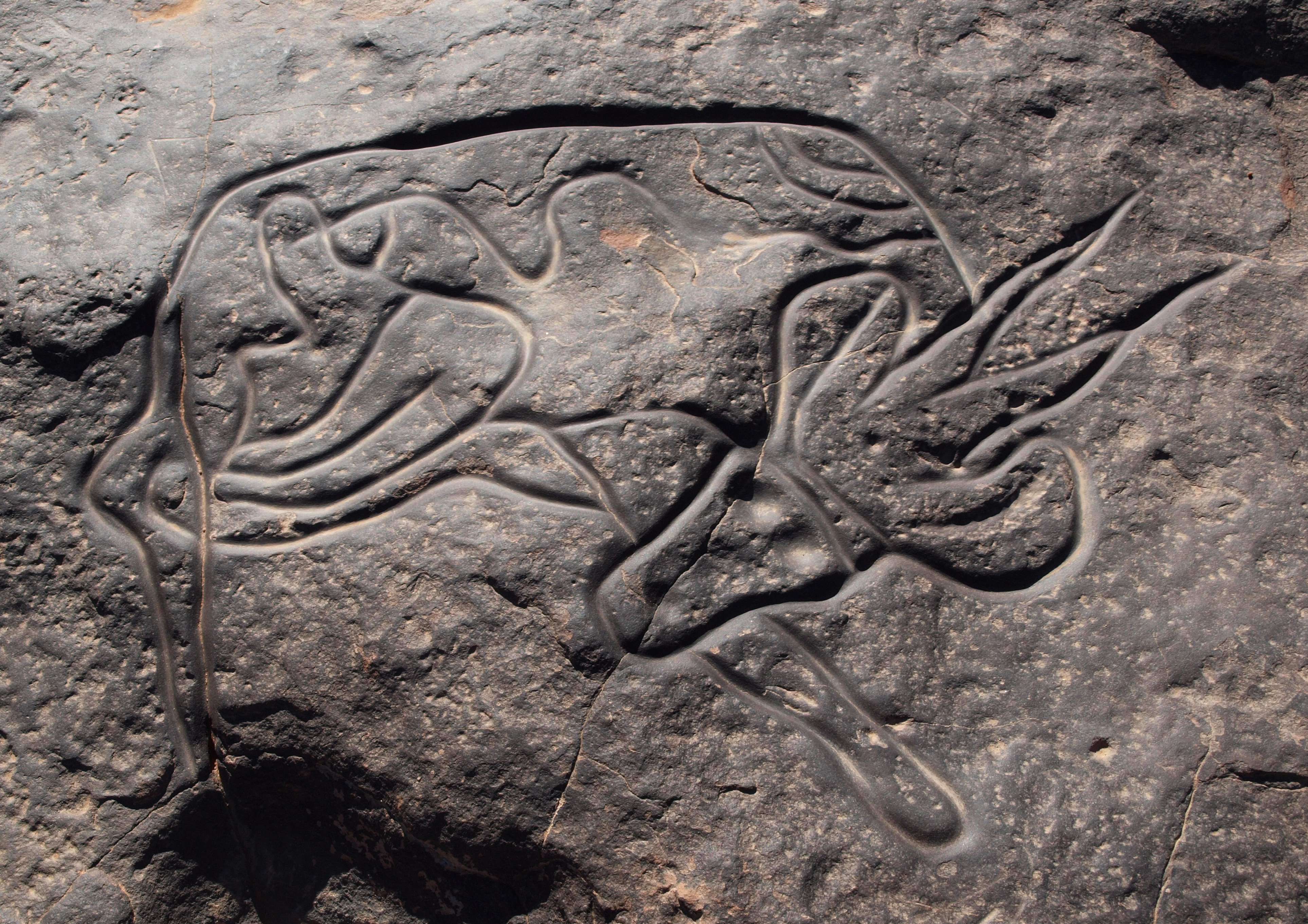
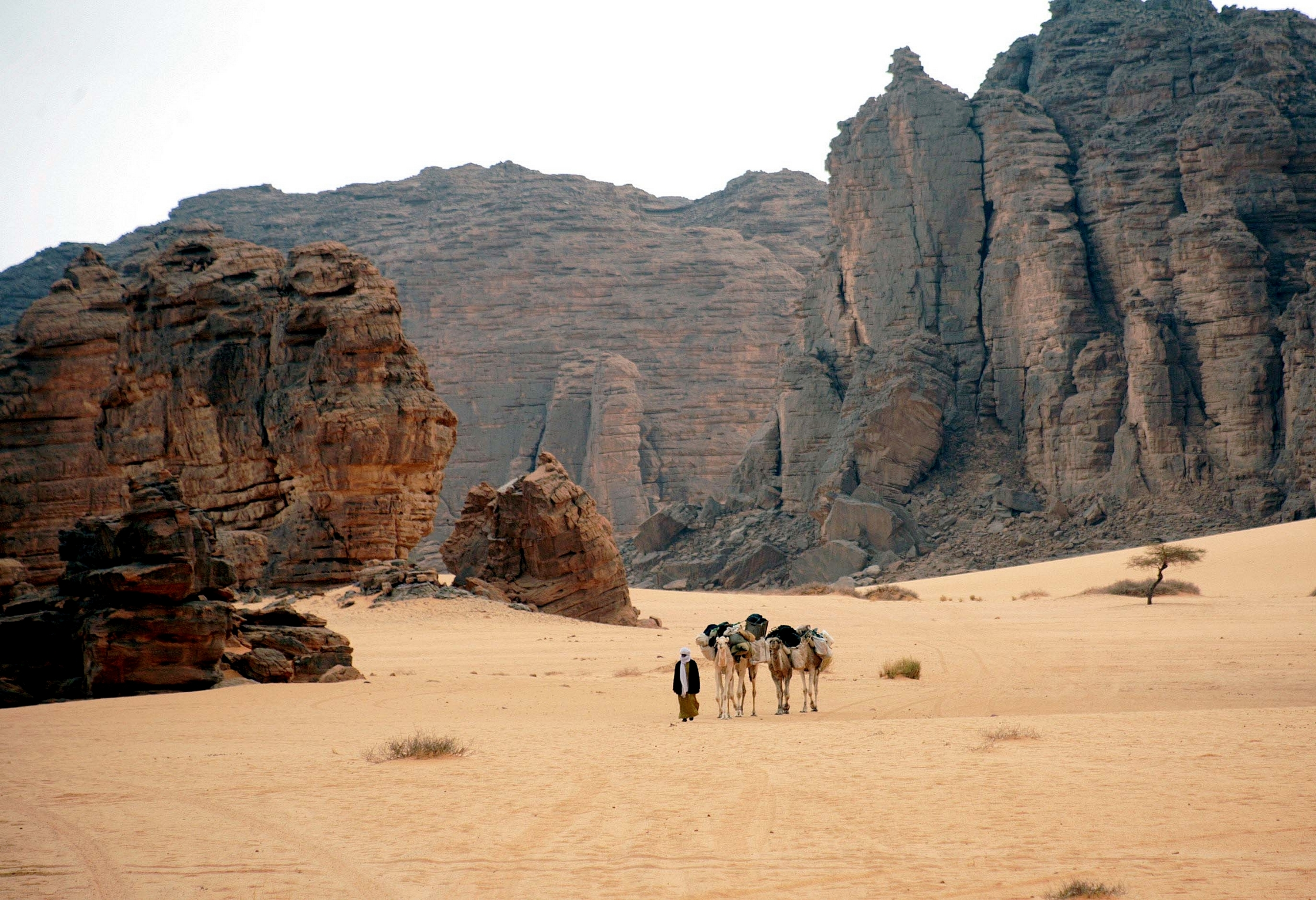
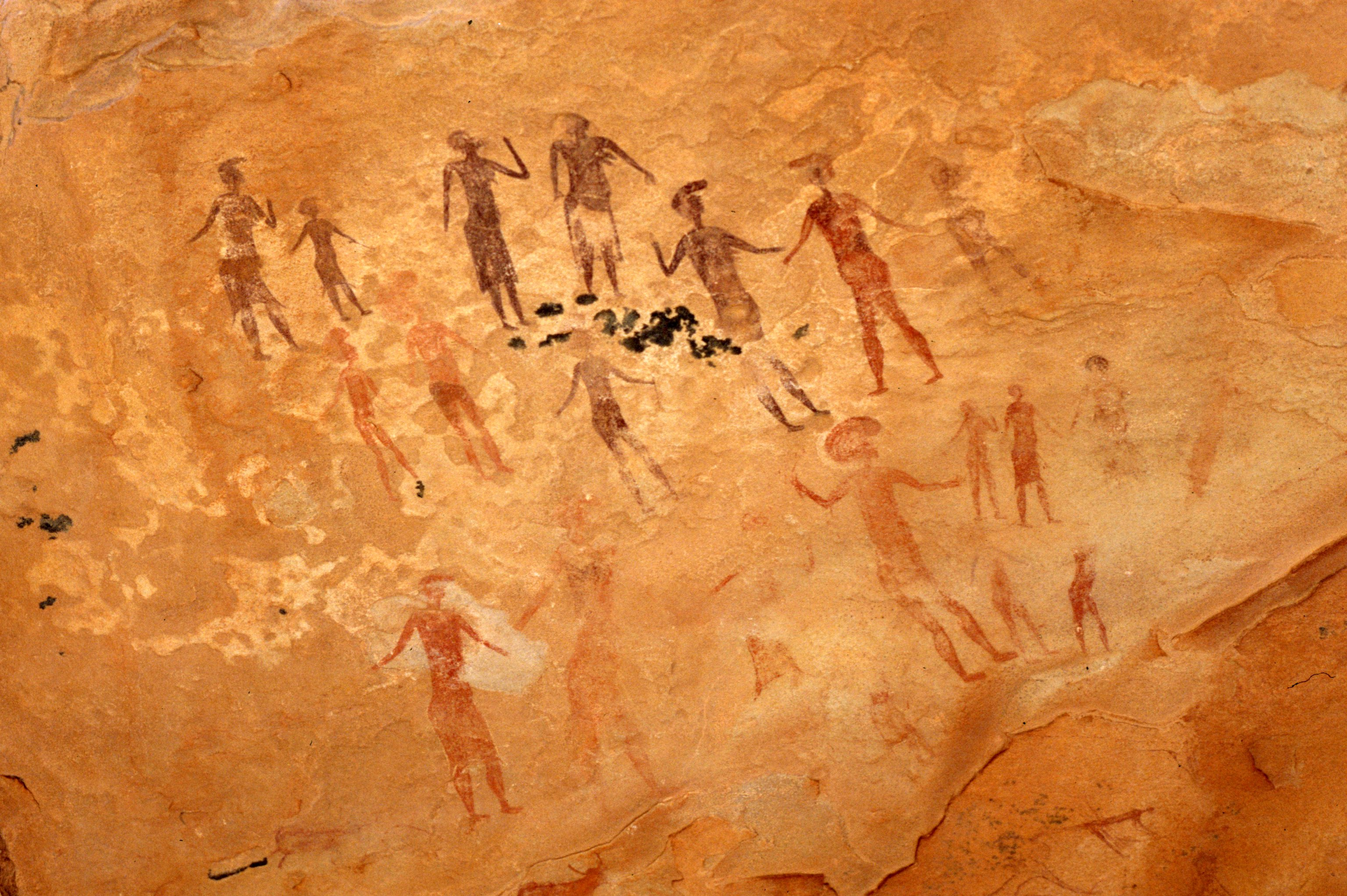

## 登录基准
该世界遗产被认为满足世界遺產登錄基準中的以下基準而予以登錄：
- （i）表现人类创造力的经典之作。
- （iii）呈现有关现存或者已经消失的文化传统、文明的独特或稀有之证据。
- （vii）包含出色的自然美景与美学重要性的自然现象或地区。
- （viii）代表生命进化的纪录、重要且持续的地质发展过程、具有意义的地形学或地文学特色等的地球历史主要发展阶段的显著例子。